# قصر الخضراء
قصر الخضراء من القصور الأموية  في مدينة دمشق، سوريا، وهذا القصر هو ما عرف للخليفة معاوية بن أبي سفيان من القصور إلا قصر الخضراء الذي بناه أيام ولايته في دمشق، كدار للحكم يقع قبلي المسجد الأموي الكبير، وبنى فيه قبة خضراء فعرف القصر بعدها بهذا الاسم قصر الخضراء وسكنها معاوية أربعين سنة كما يقول ابن كثير. ولعل قصر معاوية أقيم على أنقاض قصر قديم، ويذكر ابن عساكر «أن الخضراء التي فيها معاوية من بناء أهل الجاهلية، من البناء القديم».  

## موقع القصر
موقع القصر في المكان المحاذي لجدار الجامع الأموي من الجهة الجنوبية، ولقد كان القصر يتصل بحرم الجامع من خلال باب يطلق عليه اسم باب الخضراء وهو في الأصل أحد الفتحات الثلاثة لمعبد جوبيتر الدمشقي.
ويعدّ قصر معاوية أول قصر عربي البناء يشاد في بلاد الشام، ولقد أصابه الخراب في نهاية العصر الأموي، ثم التهمته النار في عصر الفاطميين كما يروي ابن كثير الذي يذكر: «ألقيت نار بدار الملك وهي الخضراء المتاخمة للجامع من جهة القبلة فاحترقت».
وبقيت المنطقة التي كان فيها القصر تحمل اسم الخضراء. حتى أقيم على جزء منها عام 1163هـ/ 1749 م قصر العظم الذي ما زال حتى الآن مستعملًا كمتحف للتقاليد الشعبية ويعد تحفة معمارية، وأجريت التنقيبات الأثرية في تلك المنطقة للتعرف على آثار الخضراء.
وهكذا فإننا لا نعرف عن هذا القصر إلا الملامح التالية؛ موقعه المؤكد الذي سبق عرضه. قبته الخضراء التي شملت تسميتها القصر والمنطقة. قيامه المحتمل على قصر سابق للإسلام. مادة بنائه وهي الحجارة كما ذكر ابن عساكر. وعدا هذه الملامح تروي الأخبار أنه كان قصرًا تحف به حدائق غناء ويطل على السهل المخصب النضر الممتد إلى الجنوب الغربي، حتى جبل الشيخ المعمم بالثلج الذي يشاهد من دمشق. ويتحدث صاحب الأغاني في هذا القصر عن كرسي الخلافة وهو مربع الجوانب تستره الوسائد المطرزة الفخمة. ولعل ميسون زوجة معاوية وأكثرهن حظوة لديه، كانت قد أقامت في هذا القصر المنيف، ولكنها عبرت عن حنينها المستمر للبادية بأبيات منسوبة إليها:

## خلاصة
والخلاصة يقع قصر الخضراء قرب الجامع الأموي الكبير ب دمشق من جهة الجنوب وهي الجهة القبلية في الجامع، وما زالت المنطقة هناك تعرف بالخضراء حتى اليوم، والقصر كان متاخمًا لجدار الجامع، بل إن الخليفة كان يدخل مباشرة إلى الجامع من قصره خلال بوابة ما زالت قائمة حتى اليوم. هكذا فإن قصر الخضراء كان مسكنًا للخليفة، ولكن الدواوين انتشرت حول المسجد من جهة الغرب وشغلت الأروقة التي كانت تحيط المعبد الروماني القديم، بل لقد أنشئت أروقة أخرى ما زالت قائمة عند مدخل الجامع الكبير، إن بيت المال وديوان البريد وغيرها كانت تشغل هذه الأروقة، أما مجلس الخليفة فكان في القاعة أو القاعتين الواقعتين في الجهة الغربية من الجامع في قلب مدينة دمشق القديمة.

## القصر في كتب المؤرخين
وما زالت المنطقة التي كان القصر قائمًا فيها تسمىالخضراء حتى اليوم. ولقد أجري فيها تنقيب أثري للكشف عن معالم قصر الخضراء. وثمة رواية تاريخية ذكرها ابن عساكر في تاريخه عن دمشق، يقول فيها إن معاوية بن أبي سفيان بنى البنيان بالطوب، فلما فرغ منها، قدم عليه رسول ملك الروم، فنظر إليها فقال معاوية: كيف ترى هذا البنيان. قال: «أما أعلاه فللعصافير، وأما أسفله فللنار. قال: فنقضها معاوية وبناها من الحجارة». وأصبحت قصر الحكم الأموي الأول.
ويذكر ابن خلدون في مقدمته أن معاوية هو أول من اتخذ سرير الملك. مستمدًا مما وصفه صاحب الأغاني الذي ذكر «أنه في هذا القصر كرسي الخلافة وهو مربع الجوانب تستره الوسائد المطرزة الفخمة»، مما لم تألفه العرب، حتى أن عمر بن الخطاب كتب إليه مستنكرًا وقال له: أقيصرية يا معاوية. أيضًا أنه أحدث في الجامع الكبير مقصورة هي الأولى في بناء الجوامع، وجعلها مقامًا للصلاة خاصًا به.
لقد بقي قصر الخضراء قائمًا وسط دمشق القديمة يستعمله الخلفاء الأمويون، فلقد اشترى عبد الملك بن مروان هذا القصر من خالد بن يزيد بن معاوية، وجعله دار الإمارة كما يروي ابن عساكر، وكان الثمن «أربعين ألف دينار وأربع ضياع بأربعة أجناد من الشام». ثم جعله العباسيون دارًا للشرطة وضرب النقود ولعله رمم فيما بعد، إذ أن المؤرخين يتحدثون عن حريقه في أيام الفاطميين عندما احترق الجامع الأموي في ذلك الوقت. ويقول ابن كثير «وبادت الخضراء فصارت كومًا من تراب بعدما كانت في غاية الإحكام والإتقان وطيب الغناء ونزهة المجلس وحسن النظر».